# Neomixis
Neomixis is een geslacht van zangvogels uit de familie Cisticolidae. Het geslacht is endemisch in Madagaskar.

## Soorten
Het geslacht kent de volgende soorten:
- Neomixis striatigula – Streepkeeljery
- Neomixis tenella – Grijsnekjery
- Neomixis viridis – Groene jery